# 多肋海旋心蛤
多肋海旋心蛤（学名：Haliris multicostatus），是笋螂目圈心蛤科Haliris属的一种。主要分布于中国大陆，常栖息在水深88米泥质砂沈积物中。